# Karavala
.

Karavala (mađ. Klárafalva) je selo na samom jugoistoku Mađarske.
Površine je 9,10 km četvornih.

## Zemljopisni položaj
Nalazi se na jugoistoku Mađarske. Sjeverno je rijeka Maroš, zapadno je Deska, jugozapadno je Kibik, istočno je Kukućin.

## Upravna organizacija
Upravno pripada makovskoj mikroregiji u Čongradskoj županiji. Poštanski je broj 6773.

## Promet
Kroz Karavalu prolazi cestovna prometnica br. 43., južno istočno je željeznička pruga koja povezuje Seged i Makovo.

## Stanovništvo
2001. je godine u Karavali živjelo 478 stanovnika, većinom Mađara.